# Moorwald-Adlerfarnspanner

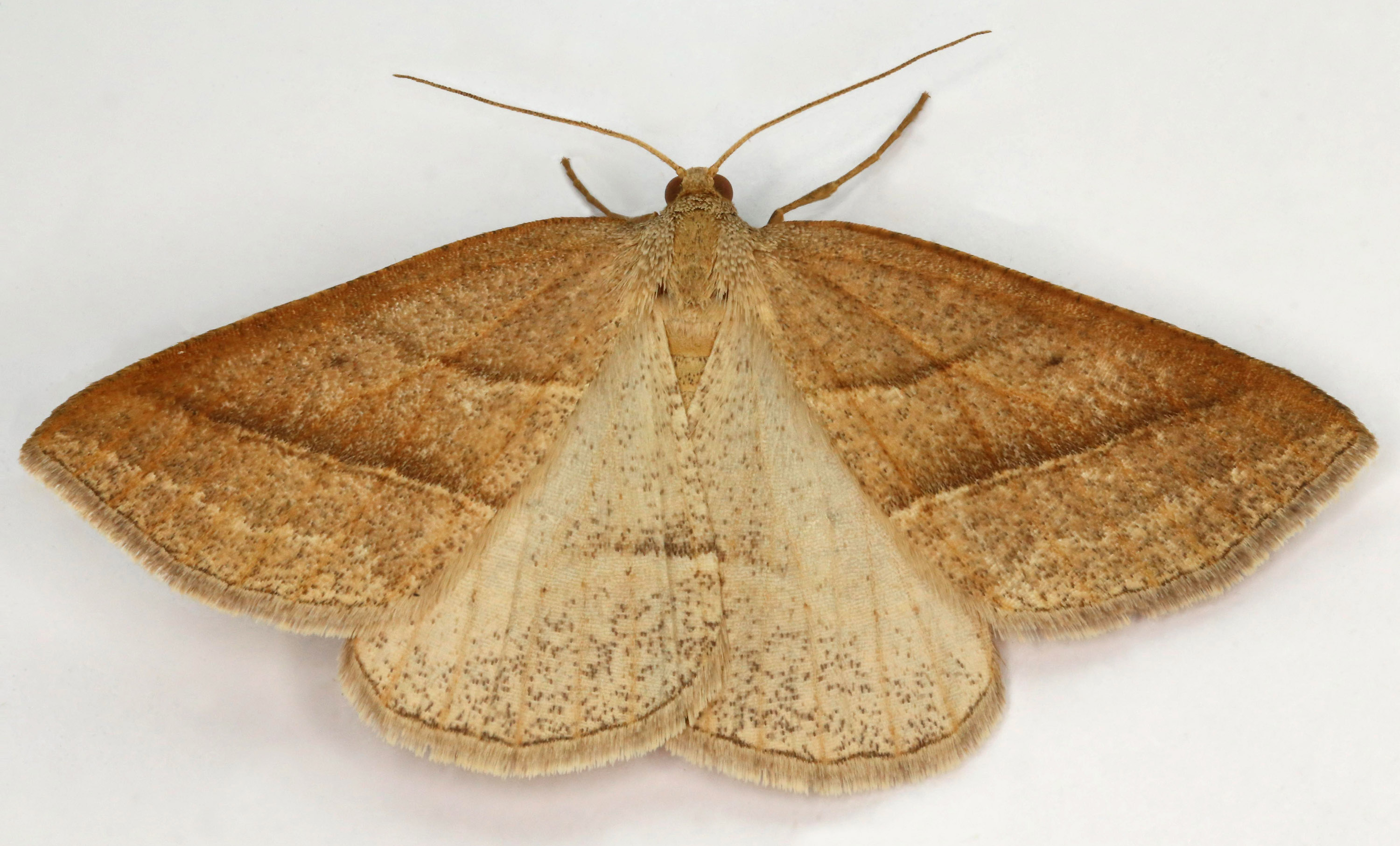
Bräunliche Farbvariante

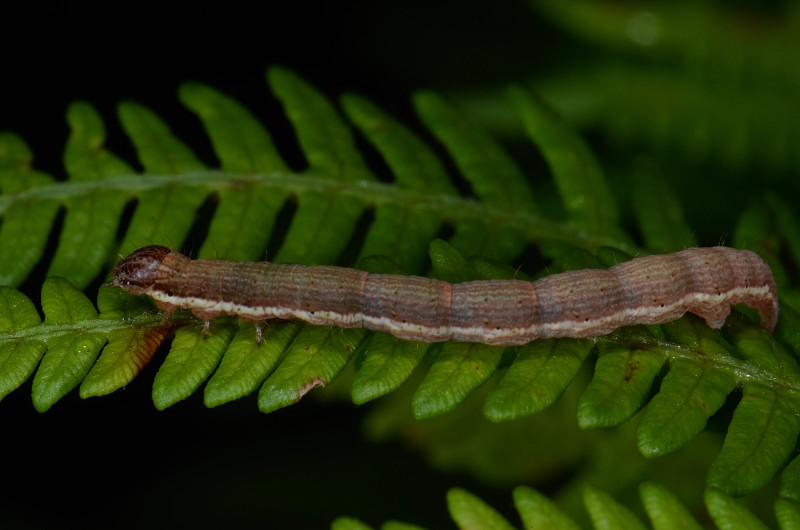
Raupe

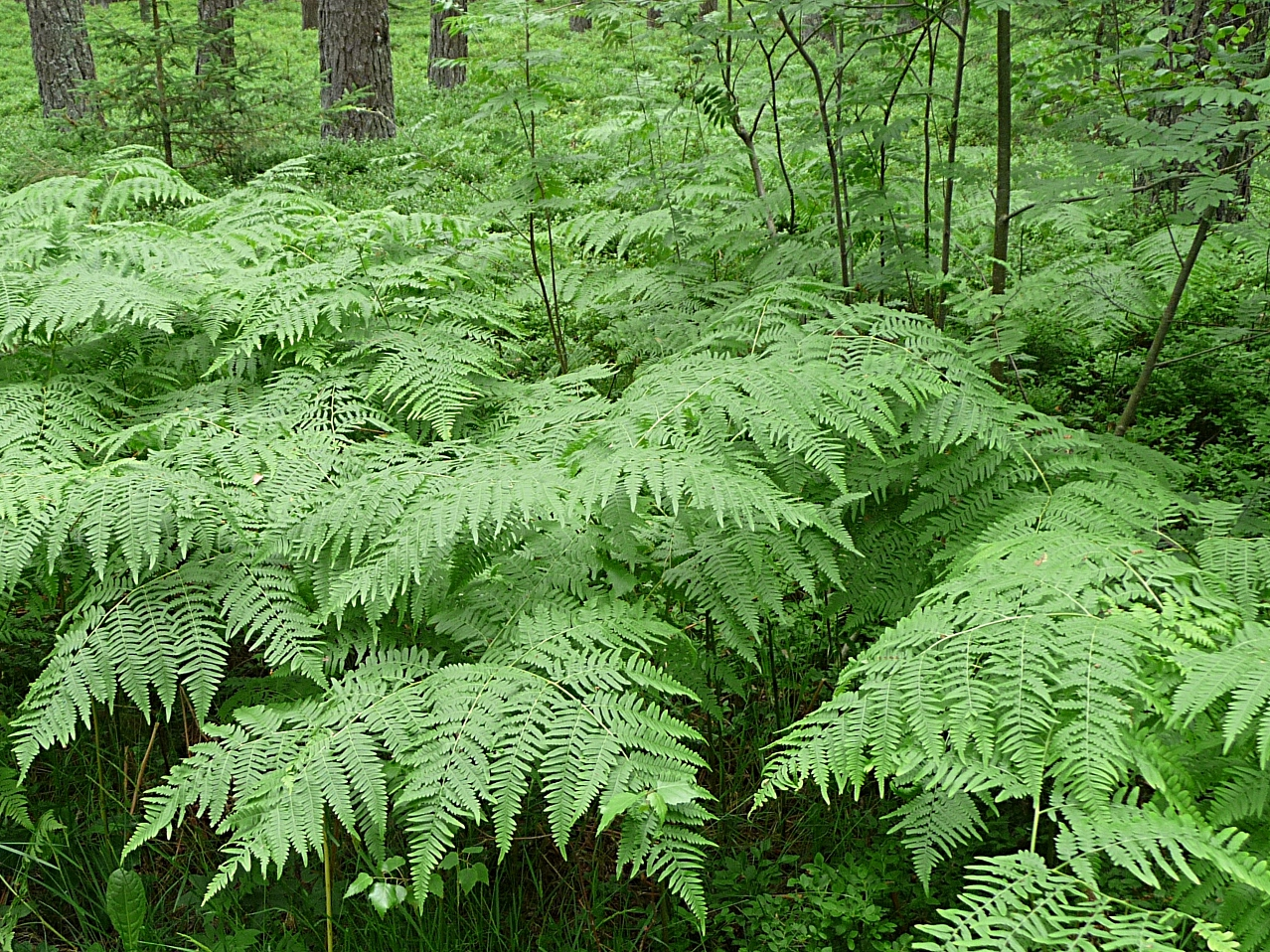
Adlerfarn, die bevorzugte Nahrungspflanze der Raupen

Der Moorwald-Adlerfarnspanner (Petrophora chlorosata), zuweilen auch nur Adlerfarnspanner genannt, ist ein Schmetterling (Nachtfalter) aus der Familie der Spanner (Geometridae). In der Literatur ist gelegentlich das Synonym Phasiane petraria zu finden. Dieses leitet sich von dem lateinischen Wort petra mit der Bedeutung „Stein“ ab und bezieht sich auf die Färbung der Falter.

## Merkmale

### Falter
Die Falter erreichen eine durchschnittliche Flügelspannweite von 26 bis 32 Millimetern. Zwischen den Geschlechtern besteht farblich kein Unterschied. Die Flügeloberseiten sind hellgrau bis bräunlich gefärbt und mit sehr feinen dunklen Sprenkeln überzogen. Das Mittelfeld der Vorderflügel zeigt einen schwärzlichen Mittelpunkt und wird von zwei dunkelbraunen, nahezu geraden Querlinien begrenzt, die weißlich angelegt sind. Der Apex ist sehr spitz. Die äußere Querlinie setzt sich in abgeschwächter Form auf den Hinterflügeln fort.

### Ei
Das Ei hat eine elliptische Form und ist zunächst hellgelb, später orange gefärbt. Es ist mit 24 bis 25 Längsrippen überzogen. Die Mikrophylrosette ist neun- bis zehnblättrig.

### Raupe
Die Raupen haben eine bräunliche oder grünliche Farbe. Sie zeigen feine dunkle Längslinien und einen breiten weißlichen oder gelblichen Seitenstreifen.

### Ähnliche Arten
- Die Falter der ähnlich gefärbten Art Petrophora aubaequaria kommen ausschließlich in Nordamerika vor. Somit gibt es keine geographische Überlappung mit Petrophora chlorosata.
- Beim Gelblichen Luzernespanner (Isturgia arenacearia) dehnt sich die dunkelbraune äußere Querlinie auf der Vorderflügeloberseite bis weit in die Submarginalregion aus.

## Verbreitung und Lebensraum
Das Verbreitungsgebiet des Moorwald-Adlerfarnspanners erstreckt sich von der Iberischen Halbinsel durch West- und Mitteleuropa einschließlich der Britischen Inseln bis nach Ostasien. Hauptlebensraum sind Moor- und Bruchwälder, Torfwiesen, moorige Heiden, Schonungen, Waldränder und lichte Waldtäler. In den Alpen steigt die Art bis auf etwa 1500 Meter Höhe.

## Lebensweise
Die Falter sind sowohl tag- als auch nachtaktiv und fliegen in einer Generation, schwerpunktmäßig zwischen Mai und Juni. Sie erscheinen nachts an künstlichen Lichtquellen. Die Raupen ernähren sich nahezu ausschließlich von den Blättern von Adlerfarn (Pteridium aquilinum). Inwieweit auch Echter Wurmfarn (Dryopteris filix-mas) angenommen wird, muss noch verifiziert werden. Zuchten aus dem Ei mit verschiedenen Farnarten wurden erfolgreich durchgeführt. Die Art überwintert im Puppenstadium.